# 梭绒盘菌科
梭绒盘菌科为梭绒盘菌目的一科真菌。

## 下属分类
- 梭绒盘菌属 Medeolaria
  - Medeolaria farlowii Thaxt.